# دوري كرة القدم الإنجليزي 1974–75
دوري كرة القدم الإنجليزي 1974–75 (بالإنجليزية: 1974–75 Football League First Division)‏ هو موسم من دوري كرة القدم الإنجليزي. أقيم خلال الفترة 17 أغسطس 1974 وحتى 29 أبريل 1975، وفاز فيه نادي ديربي كاونتي لكرة القدم.